# I'm in you.
『I'm in you.』（アイム・イン・ユー）は、2000年4月26日に発売された影山ヒロノブのアルバム。

## 概要
影山のランティス移籍後1枚目の作品であり、同社が制作した最初のアルバム。影山自身が過去に歌ってきた楽曲のリメイクに新録音の楽曲を加えたもの。
当時ランティスは設立したてで資金もなく、レコーディング費用の節約のため全曲がアコースティックサウンドで統一されている。
初版CDではライナーノートに「KAGEYAMA HORONOBU」という誤植があり、訂正のシールが貼られた。4000枚くらい貼っただろうとのこと。

## 収録曲
| #         | タイトル                 | 作詞                                      | 作曲                       | 編曲      | 時間  |
| --------- | ------------------------ | ----------------------------------------- | -------------------------- | --------- | ----- |
| 1.        | 「I'm in You.」          | 影山ヒロノブ                              | 影山ヒロノブ               | 須藤賢一  | 5:44  |
| 2.        | 「愛には愛を」           | 三浦徳子                                  | 馬飼野康二                 | 末原康志  | 5:41  |
| 3.        | 「夢光年」               | 阿久悠                                    | 鈴木キサブロー             | 須藤賢一  | 4:19  |
| 4.        | 「AIRBLANCA」            | 影山ヒロノブ                              | 田中宏幸、影山ヒロノブ     | 須藤賢一  | 4:53  |
| 5.        | 「スターダストボーイズ」 | 阿久悠                                    | 鈴木キサブロー             | 末原康志  | 3:16  |
| 6.        | 「MY ANGEL」             | 三浦徳子                                  | 都倉俊一                   | 須藤賢一  | 4:20  |
| 7.        | 「地球（ここ）から」     | 岩室先子                                  | 須藤賢一                   | 末原康志  | 5:28  |
| 8.        | 「ひとひら」             | 小笠原ちあき                              | 影山ヒロノブ               | 須藤賢一  | 4:19  |
| 9.        | 「夜想曲（セレナーデ）」 | 影山ヒロノブ                              | 影山ヒロノブ               | 須藤賢一  | 5:11  |
| 10.       | 「ワイルド・フラワー」   | デヴィッド・リチャードソン 訳詞：山本伊織 | デヴィッド・リチャードソン | 須藤賢一  | 5:20  |
| 11.       | 「夢旅人」               | 許瑛子                                    | 影山ヒロノブ、須藤賢一     | 須藤賢一  | 4:02  |
| 12.       | 「MY DEAR」              | 影山ヒロノブ                              | 影山ヒロノブ               | 須藤賢一  | 5:01  |
| 合計時間: | 合計時間:                | 合計時間:                                 | 合計時間:                  | 合計時間: | 57:34 |

## 曲解説
1. I'm in You.
本アルバムのための新曲。KUKOとのデュエット。
アルバムのタイトル曲だが、曲目リストではI'm in You.（Yが大文字）、歌詞のページではI'm in you（最後のピリオドがない）と表記されている。
2. 愛には愛を
レイジーの曲。
3. 夢光年
『宇宙船サジタリウス』エンディングテーマ。
4. AIRBLANCA
レイジー解散後に一時的に活動していたバンド「AIRBLANCA」の曲。
5. スターダストボーイズ
『宇宙船サジタリウス』オープニングテーマ。
6. MY ANGEL
レイジーの曲。
7. 地球（ここ）から
『ドラゴンボールZ』イメージソング。
8. ひとひら
『サイレントメビウス』イメージソング。鶴ひろみに提供した曲のセルフカバー。
9. 夜想曲（セレナーデ）
ライブで歌われていた曲を初レコーディング。
10. ワイルド・フラワー
スカイラークのカバー。レイジーでもカバーした曲。
なお、レイジー版は全編日本語詞になっていたが、影山ソロ版では歌詞の一部が英語詞のままになっている。
11. 夢旅人
『聖闘士星矢』エンディングテーマ。
12. MY DEAR
ラジオ『影山ヒロノブのリブイン東京』オープニングテーマ。

## ゲストミュージシャン
- KUKO（#1デュエット、#8コーラス）
- 田中宏幸（#2, #10コーラス）
- 遠藤正明（#3, #5コーラス）
- 竹野昌邦（#4, #9サクソフォーン）
- 井上俊次（#6ピアノ）
- 田中雅弘（#6チェロ）
- 村上聖（#8, #9, #12ベース）
- 高崎晃（#10ギターソロ）
- 松尾洋一（#10コーラス）
- 須藤賢一（#10コーラス）
- 弦一徹グループ（#11ストリングス）